# 125 Eskadra IAF
125 Eskadra (hebr. טייסת 125, nazywana Lekkimi Helikopterami) – helikopterowa eskadra Sił Powietrznych Izraela, bazująca w Bazie lotniczej Sede Dow w Izraelu.

## Historia

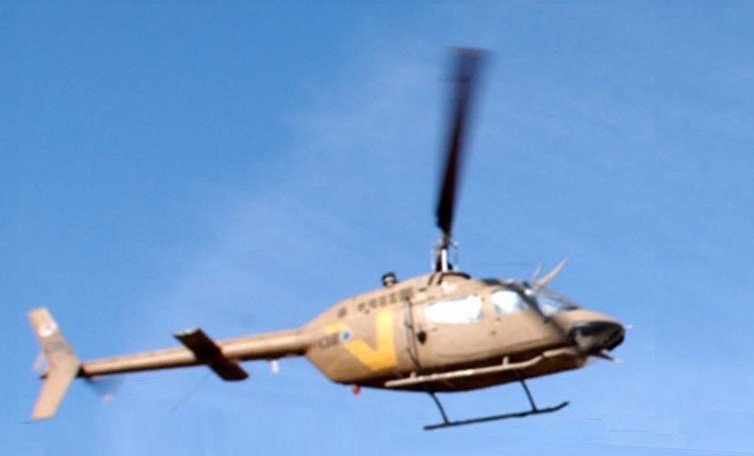
Bell 206B.

Eskadra została sformowana w 1972 i składała się z lekkich helikopterów SA 318C Alouette II i Bell OH-58A.
Na przełomie lat 70. i 80. do eskadry weszły dodatkowe helikoptery Bell 206 w wersjach 206B i 206L. Począwszy od 2005 eskadra używa wyłącznie Bell 206B i Bell OH-58B.

## Wyposażenie
Na wyposażeniu 125 Eskadry znajdują się następujące helikoptery:
- helikoptery wielozadaniowe Bell 206B,
- helikoptery rozpoznawcze Bell OH-58B.